# Bill Walker
Pour les articles homonymes, voir Walker.
William Henry « Bill » Walker, né le 9 octobre 1987 à Huntington, aux États-Unis, est un joueur américain de basket-ball. Il évolue au poste d'ailier.

## Carrière
Drafté le 26 juin 2008 par les Wizards de Washington en 47e position il est échangé contre de l'argent aux Celtics de Boston avec lesquels il joue une saison et demie. En novembre 2008, il est envoyé chez le Flash de l'Utah en D-League et est rappelé par les Celtics le 8 janvier 2009.
Le 21 novembre 2009, les Celtics envoient Walker chez les Red Claws du Maine en D-League. Le 23 décembre 2009, il est rappelé par les Celtics.
Décevant au début de sa deuxième année, le 18 février 2010, Walker, avec J. R. Giddens, Eddie House et un futur second tour de draft, est transféré aux Knicks de New York contre Nate Robinson et Marcus Landry. Il retrouve son basket passant de 1,0 à 11,9 points de moyenne par match. Durant deux saisons il fait partie de l'effectif des Knicks avec un temps de jeu conséquent pour un remplaçant.
Le 20 avril 2012, il est remercié par les Knicks.
Le 29 février 2013, Walker est choisi par les Toros d'Austin. Le 25 mars, il est coupé par les Toros. Le 3 avril, il rejoint le Skyforce de Sioux Falls. Cependant, il ne joue aucun match avec les Sioux Falls.
LE 20 mai 2013, Walker signe au Vénézuéla avec les Trotamundos de Carabobo.
Le 31 octobre 2013, Wlaker retourne au Skyforce de Sioux Falls. En avril 2014, il signe aux Aces de l'Alaska pour la Governor's Cup 2014.
Le 3 novembre 2014, il retourne au Skyforce de Sioux Falls. Le 21 février 2015, il signe un contrat de dix jours avec le Heat de Miami. Puis, il signe un contrat de dix jours avec le Heat le 3 mars et est conservé pour le reste de la saison le 13 mars.
Le 27 juillet 2015, Walker est coupé par le Heat.

## Records en NBA
Les records personnels de Bill Walker, officiellement recensés par la NBA sont les suivants :
| Type de statistique        | Saison régulière | Saison régulière                               | Saison régulière            | Playoffs | Playoffs                              | Playoffs                    |
| Type de statistique        | Record           | Adversaire                                     | Date                        | Record   | Adversaire                            | Date                        |
| -------------------------- | ---------------- | ---------------------------------------------- | --------------------------- | -------- | ------------------------------------- | --------------------------- |
| Points                     | 28               | @ Raptors de Toronto                           | 14 avril 2010               | 9        | Celtics de Boston                     | 22 avril 2011               |
| Paniers marqués            | 9                | 3 fois                                         |                             | 4        | Celtics de Boston                     | 22 avril 2011               |
| Paniers tentés             | 17               | @ Raptors de Toronto                           | 14 avril 2010               | 11       | @ Celtics de Boston                   | 19 avril 2011               |
| Paniers à 3 points réussis | 7                | @ Heat de Miami                                | 27 janvier 2012             | 1        | 3 fois                                |                             |
| Paniers à 3 points tentés  | 11               | 3 fois                                         |                             | 5        | @ Celtics de Boston                   | 19 avril 2011               |
| Lancers francs réussis     | 6                | @ Clippers de Los Angeles @ Raptors de Toronto | 4 avril 2010 14 avril 2010  | 2        | @ Magic d'Orlando Celtics de Boston   | 8 mai 2009 19 avril 2011    |
| Lancers francs tentés      | 7                | @ Raptors de Toronto                           | 14 avril 2010               | 2        | @ Magic d'Orlando Celtics de Boston   | 8 mai 2009 19 avril 2011    |
| Rebonds offensifs          | 2                | 11 fois                                        |                             | 2        | @ Celtics de Boston                   | 19 avril 2011               |
| Rebonds défensifs          | 9                | @ Suns de Phoenix                              | 7 janvier 2011              | 6        | @ Celtics de Boston                   | 19 avril 2011               |
| Rebonds totaux             | 9                | @ Suns de Phoenix @ Hawks d'Atlanta            | 7 janvier 2011 27 mars 2015 | 8        | @ Celtics de Boston                   | 19 avril 2011               |
| Passes décisives           | 6                | @ Kings de Sacramento                          | 31 décembre 2011            | 2        | Celtics de Boston                     | 24 avril 2011               |
| Interceptions              | 4                | 3 fois                                         |                             | 2        | @ Celtics de Boston Celtics de Boston | 19 avril 2011 22 avril 2011 |
| Contres                    | 3                | Kings de Sacramento                            | 7 mars 2015                 |          |                                       |                             |
| Balles perdues             | 6                | @ Heat de Miami                                | 27 janvier 2012             | 2        | 3 fois                                |                             |
| Minutes jouées             | 48               | @ Sixers de Philadelphie                       | 15 avril 2015               | 33       | @ Celtics de Boston                   | 19 avril 2011               |

- Double-double : aucun (au terme de la saison 2014/2015)
- Triple-double : aucun.